# Liste der Bodendenkmäler in Wallerfing
Auf dieser Seite sind die Bodendenkmäler in der niederbayerischen Gemeinde Wallerfing zusammengestellt. Diese Tabelle ist eine Teilliste der Liste der Bodendenkmäler in Bayern. Grundlage ist die Bayerische Denkmalliste, die auf Basis des Bayerischen Denkmalschutzgesetzes vom 1. Oktober 1973 erstmals erstellt wurde und seither durch das Bayerische Landesamt für Denkmalpflege geführt wird. Die folgenden Angaben ersetzen nicht die rechtsverbindliche Auskunft der Denkmalschutzbehörde.

## Bodendenkmäler der Gemeinde Wallerfing

### Bodendenkmäler in der Gemarkung Anning
| Lage              | Objekt | Akten-Nr.     | Bild |
| ----------------- | --- | ------------- | ---- |
| Anning (Standort) | Siedlung der Linear- und Stichbandkeramik, der Gruppe Oberlauterbach, des Spätneolithikums, unter anderem der Münchshöfener Gruppe und der Münchshöfen-Fazies Wallerfing, der frühen und mittleren Bronzezeit, allgemein der Metallzeiten, unter anderem der Bronzezeit oder Urnenfelderzeit, der Latènezeit, allgemein vor- und frühgeschichtlicher sowie mittelalterlich-neuzeitlicher Zeitstellung. | D-2-7343-0183 |      |
| Anning (Standort) | Siedlung vorgeschichtlicher Zeitstellung, unter anderem des Neolithikums, der Münchshöfener Gruppe, der Bronzezeit und der Latènezeit. | D-2-7343-0189 |      |

### Bodendenkmäler in der Gemarkung Buchhofen
| Lage                 | Objekt                                                                        | Akten-Nr.     | Bild |
| -------------------- | ----------------------------------------------------------------------------- | ------------- | ---- |
| Buchhofen (Standort) | Siedlung und verebnetes Grabenwerk vor- und frühgeschichtlicher Zeitstellung. | D-2-7343-0136 |      |

### Bodendenkmäler in der Gemarkung Neusling
| Lage                           | Objekt | Akten-Nr.     | Bild |
| ------------------------------ | --- | ------------- | ---- |
| Neusling (Standort)            | Siedlung der Stichbandkeramik/Gruppe Oberlauterbach und der Münchshöfener Gruppe, Bestattungsplatz der jüngeren Urnenfelderzeit sowie verebnete Grabhügel vorgeschichtlicher Zeitstellung.                    | D-2-7343-0294 |      |
| Neusling (Standort)            | Siedlung des Neolithikums unter anderem der Linearbandkeramik, der Münchshöfener und der Altheimer Gruppe, der Bronzezeit oder Urnenfelderzeit und der Urnenfelderzeit. Körpergräber des frühen Mittelalters. | D-2-7343-0295 |      |
| Neusling (Standort)            | Bestattungsplatz vor- und frühgeschichtlicher Zeitstellung. | D-2-7343-0297 |      |
| Neusling (Standort)            | Siedlung vorgeschichtlicher Zeitstellung, unter anderem der Urnenfelderzeit, Bestattungsplatz der Schnurkeramik.                                                                                              | D-2-7343-0298 |      |
| Neusling (Standort)            | Siedlung vor- und frühgeschichtlicher Zeitstellung. | D-2-7343-0299 |      |
| Neusling (Standort)            | Siedlung und verebnete Grabhügel vor- und frühgeschichtlicher Zeitstellung. | D-2-7343-0300 |      |
| Neusling (Standort)            | Siedlung vor- und frühgeschichtlicher Zeitstellung. | D-2-7343-0301 |      |
| Neusling (Standort)            | Untertägige mittelalterliche und frühneuzeitliche Befunde im Bereich der Katholischen Filialkirche St. Peter und Paul in Neusling.                                                                            | D-2-7343-0405 |      |
| Neusling (Standort)            | Siedlung der Bronzezeit. | D-2-7343-0431 |      |
| Neusling (Standort)            | Untertägige mittelalterliche und frühneuzeitliche Befunde und Funde im Bereich der ehemalige Wasserburg von Neusling.                                                                                         | D-2-7343-0466 |      |
| Neusling Wallerfing (Standort) | Siedlung und Bestattungsplatz der Münchshöfener Kultur und der frühen Bronzezeit. | D-2-7343-0484 |      |

### Bodendenkmäler in der Gemarkung Oberpöring
| Lage                  | Objekt                                              | Akten-Nr.     | Bild |
| --------------------- | --------------------------------------------------- | ------------- | ---- |
| Oberpöring (Standort) | Siedlung vor- und frühgeschichtlicher Zeitstellung. | D-2-7343-0158 |      |

### Bodendenkmäler in der Gemarkung Ramsdorf
| Lage                | Objekt | Akten-Nr.     | Bild |
| ------------------- | --- | ------------- | ---- |
| Ramsdorf (Standort) | Grabhügel vorgeschichtlicher Zeitstellung. | D-2-7343-0176 |      |
| Ramsdorf (Standort) | Verebnete Grabhügel vorgeschichtlicher Zeitstellung. | D-2-7343-0302 |      |
| Ramsdorf (Standort) | Grabhügel vorgeschichtlicher Zeitstellung. | D-2-7343-0303 |      |
| Ramsdorf (Standort) | Grabhügel vorgeschichtlicher Zeitstellung. | D-2-7343-0304 |      |
| Ramsdorf (Standort) | Grabhügel vorgeschichtlicher Zeitstellung. | D-2-7343-0305 |      |
| Ramsdorf (Standort) | Grabhügel vorgeschichtlicher Zeitstellung. | D-2-7343-0306 |      |
| Ramsdorf (Standort) | Verebnete Grabhügel vorgeschichtlicher Zeitstellung. | D-2-7343-0307 |      |
| Ramsdorf (Standort) | Mittelneolithisches Grabenwerk mit Kreisgrabenanlage, Siedlung der Linear- und Stichbandkeramik, der Gruppe Oberlauterbach, der Münchshöfener Gruppe, der Bronzezeit oder Urnenfelderzeit, der Urnenfelderzeit und der mittleren bis späten Latènezeit. | D-2-7343-0308 |      |
| Ramsdorf (Standort) | Verebneter Grabhügel vorgeschichtlicher Zeitstellung. | D-2-7343-0310 |      |
| Ramsdorf (Standort) | Verebnetes Grabenwerk vor- und frühgeschichtlicher Zeitstellung, Siedlung des Neolithikums, unter anderem der Stichbandkeramik/Gruppe Oberlauterbach sowie der Urnenfelder- und Latènezeit.                                                             | D-2-7343-0311 |      |
| Ramsdorf (Standort) | Siedlung vor- und frühgeschichtlicher Zeitstellung. | D-2-7343-0312 |      |
| Ramsdorf (Standort) | Siedlung der Stichbandkeramik. | D-2-7343-0313 |      |
| Ramsdorf (Standort) | Siedlung vor- und frühgeschichtlicher Zeitstellung. | D-2-7343-0315 |      |
| Ramsdorf (Standort) | Siedlung der Urnenfelder- oder Hallstattzeit. | D-2-7343-0316 |      |
| Ramsdorf (Standort) | Siedlung vor- und frühgeschichtlicher Zeitstellung. | D-2-7343-0317 |      |
| Ramsdorf (Standort) | Siedlung vor- und frühgeschichtlicher Zeitstellung. | D-2-7343-0318 |      |
| Ramsdorf (Standort) | Verebnete Grabhügel vorgeschichtlicher Zeitstellung. | D-2-7343-0319 |      |
| Ramsdorf (Standort) | Siedlung der Latènezeit. | D-2-7343-0320 |      |
| Ramsdorf (Standort) | Siedlung des Neolithikums, unter anderem der Linearbandkeramik und der Münchshöfener Gruppe, der Metallzeiten sowie allgemein vorgeschichtlicher Zeitstellung.                                                                                          | D-2-7343-0321 |      |
| Ramsdorf (Standort) | Untertägige mittelalterliche und frühneuzeitliche Befunde im Bereich des Kirchhofes und der Katholischen Pfarrkirche St. Martin in Ramsdorf. | D-2-7343-0407 |      |
| Ramsdorf (Standort) | Untertägige mittelalterliche und frühneuzeitliche Befunde im Bereich des ehemaligen Hofmarkschlosses von Ramsdorf. | D-2-7343-0408 |      |

### Bodendenkmäler in der Gemarkung Wallerfing
| Lage                  | Objekt | Akten-Nr.     | Bild |
| --------------------- | --- | ------------- | ---- |
| Wallerfing (Standort) | Siedlung vor- und frühgeschichtlicher Zeitstellung. | D-2-7243-0327 |      |
| Wallerfing (Standort) | Siedlung vor- und frühgeschichtlicher Zeitstellung. | D-2-7243-0328 |      |
| Wallerfing (Standort) | Siedlung und verebneter Graben vor- und frühgeschichtlicher Zeitstellung. | D-2-7243-0329 |      |
| Wallerfing (Standort) | Siedlung vor- und frühgeschichtlicher Zeitstellung. | D-2-7243-0330 |      |
| Wallerfing (Standort) | Verebneter Grabhügel vorgeschichtlicher Zeitstellung. | D-2-7243-0331 |      |
| Wallerfing (Standort) | Siedlung und verebneter Graben vor- und frühgeschichtlicher Zeitstellung. | D-2-7243-0332 |      |
| Wallerfing (Standort) | Siedlung vor- und frühgeschichtlicher Zeitstellung. | D-2-7243-0333 |      |
| Wallerfing (Standort) | Untertägige mittelalterliche und frühneuzeitliche Befunde im Bereich der Katholischen Filialkirche St. Ägidius in Bamling. | D-2-7243-0400 |      |
| Wallerfing (Standort) | Verebnete Grabhügel vorgeschichtlicher Zeitstellung. | D-2-7343-0322 |      |
| Wallerfing (Standort) | Siedlung der Linear- und Stichbandkeramik, der Rössener Kultur, der Gruppe Oberlauterbach, der Münchshöfener und Altheimer Gruppe, des Endneolithikums, der frühen und mittleren Bronzezeit, der Urnenfelder- und Latènezeit, des älteren Mittelalters und vor- und frühgeschichtlicher Zeitstellung; Bestattungsplatz vor- und frühgeschichtlicher bzw. mittelalterlicher Zeitstellung, Grabenwerk vor- und frühgeschichtlicher Zeitstellung. | D-2-7343-0323 |      |
| Wallerfing (Standort) | Siedlung des Neolithikums, unter anderem der Stichbandkeramik, der Gruppe Oberlauterbach, der Münchshöfener (Fazies Wallerfing) und Altheimer Gruppe sowie der frühen und mittleren Bronzezeit und der Urnenfelderzeit. Bestattungsplatz der Stichbandkeramik und der frühen Bronzezeit. | D-2-7343-0325 |      |
| Wallerfing (Standort) | Siedlung des Neolithikums, unter anderem der Linear- und Stichbandkeramik, der Gruppe Oberlauterbach, der Münchshöfener Gruppe bzw. der Fazies Wallerfing, der Bronzezeit und der Urnenfelderzeit sowie verebnetes kreisförmiges bzw. unregelmäßiges Grabenwerk mit zwei Gräben vor- und frühgeschichtlicher Zeitstellung. | D-2-7343-0326 |      |
| Wallerfing (Standort) | Siedlung der Linear- und Stichbandkeramik, der Gruppe Oberlauterbach, der Münchshöfener Kultur, der Bronzezeit, unter anderem der frühen Bronzezeit, der Urnenfelder-, Hallstatt- und Latènezeit. | D-2-7343-0328 |      |
| Wallerfing (Standort) | Verebnete Grabhügel vorgeschichtlicher Zeitstellung. | D-2-7343-0329 |      |
| Wallerfing (Standort) | Verebnete Grabhügel vorgeschichtlicher Zeitstellung. | D-2-7343-0330 |      |
| Wallerfing (Standort) | Siedlung und verebnete Grabhügel vor- und frühgeschichtlicher Zeitstellung. | D-2-7343-0331 |      |
| Wallerfing (Standort) | Siedlung des Neolithikums. | D-2-7343-0332 |      |
| Wallerfing (Standort) | Siedlung vor- und frühgeschichtlicher Zeitstellung. | D-2-7343-0333 |      |
| Wallerfing (Standort) | Siedlung vor- und frühgeschichtlicher Zeitstellung. | D-2-7343-0334 |      |
| Wallerfing (Standort) | Siedlung vor- und frühgeschichtlicher Zeitstellung. | D-2-7343-0335 |      |
| Wallerfing (Standort) | Siedlung vor- und frühgeschichtlicher Zeitstellung. | D-2-7343-0336 |      |
| Wallerfing (Standort) | Siedlung der Stichbandkeramik/Gruppe Oberlauterbach und der Münchshöfener Gruppe. | D-2-7343-0337 |      |
| Wallerfing (Standort) | Siedlung vor- und frühgeschichtlicher Zeitstellung. | D-2-7343-0338 |      |
| Wallerfing (Standort) | Siedlung vor- und frühgeschichtlicher Zeitstellung. | D-2-7343-0339 |      |
| Wallerfing (Standort) | Siedlung vor- und frühgeschichtlicher Zeitstellung. | D-2-7343-0340 |      |
| Wallerfing (Standort) | Verebnete Grabhügel vorgeschichtlicher Zeitstellung. | D-2-7343-0341 |      |
| Wallerfing (Standort) | Siedlung vor- und frühgeschichtlicher Zeitstellung. | D-2-7343-0342 |      |
| Wallerfing (Standort) | Siedlung der Linearbandkeramik, des Mittelneolithikums (Stichbandkeramik, Gruppe Oberlauterbach) des Jungneolithikums (Münchshöfener Kultur), der Bronzezeit, Hallstatt- und Latènezeit. | D-2-7343-0343 |      |
| Wallerfing (Standort) | Verebnete Grabhügel vorgeschichtlicher Zeitstellung. | D-2-7343-0344 |      |
| Wallerfing (Standort) | Verebnete Grabhügel vorgeschichtlicher Zeitstellung. | D-2-7343-0345 |      |
| Wallerfing (Standort) | Verebnete Grabhügel vorgeschichtlicher Zeitstellung. | D-2-7343-0346 |      |
| Wallerfing (Standort) | Verebnete Grabhügel vorgeschichtlicher Zeitstellung. | D-2-7343-0347 |      |
| Wallerfing (Standort) | Siedlung vor- und frühgeschichtlicher Zeitstellung. | D-2-7343-0348 |      |
| Wallerfing (Standort) | Verebneter Grabhügel vorgeschichtlicher Zeitstellung. | D-2-7343-0350 |      |
| Wallerfing (Standort) | Verebneter Grabhügel vorgeschichtlicher Zeitstellung. | D-2-7343-0351 |      |
| Wallerfing (Standort) | Untertägige mittelalterliche und frühneuzeitliche Befunde sowie mittelalterlicher Burgstall im Bereich des Kirchhofes und der Katholischen Filialkirche St. Stephan in Bachling. | D-2-7343-0372 |      |
| Wallerfing (Standort) | Untertägige mittelalterliche und frühneuzeitliche Befunde im Bereich des Kirchhofes und der Katholischen Pfarrkirche St. Johannes d. T in Wallerfing. | D-2-7343-0401 |      |
| Wallerfing (Standort) | Siedlung vorgeschichtlicher Zeitstellung. | D-2-7343-0465 |      |
| Wallerfing (Standort) | Grabenwerk des Neolithikums. | D-2-7343-0470 |      |
| Wallerfing (Standort) | Siedlung des Neolithikums, wohl der Altheimer Gruppe. | D-2-7343-0479 |      |